# François Vermeulen
François Vermeulen (Schaarbeek, 1 juli 1901 - Sint-Michiels, 21 oktober 1989) was een Belgisch leraar en Franstalig auteur.

## Levensloop
François Vermeulen werd doctor in de klassieke en in de Romaanse filologie.
Hij bracht zijn hele leraarsloopbaan door in Brugge, als leraar Frans, aan het koninklijk atheneum en aan de rijksmiddelbare school in Brugge. Tijdens de Tweede Wereldoorlog was hij krijgsgevangen in Duitsland.
Hij publiceerde handboeken voor het onderwijs en verschillende essays. Het boek Tous les chemins mènent à Bruges was gewijd aan belangrijke schrijvers, kunstenaars en personaliteiten die Brugge bezochten: Albrecht Dürer, Keizer Jozef II, Franz Metternich, Robert Southey, Trollope, Victor Hugo, Alexandre Dumas père, Conrad Busken Huet, Georges Rodenbach, Stéphane Mallarmé, Maurice Barrès, Anna de Noailles, Maurits Sabbe, Stijn Streuvels en Rainer Maria Rilke.

## Publicaties
- Edmond Picard et le réveil des lettres belges, 1935.
- (samen met M. Rigaux) Pierre Corneille, scènes choisies et annotées, Namen, 1936.
- (samen met M. Rigaux) Poètes français du XIXe siècle, Namen, 1939.
- Les débuts d'Emile Verhaeren, 1948.
- Itinéraires d'un jeune touriste, Touring-Club de Belgique, 1948.
- Veelzijdig gelaat. Hoe schrijvers Brugge hebben gezien, in: West-Vlaanderen, 1952.
- Tous les chemins mènent à Bruges, Brugge, Raaklijn, 1963.
- La pierre non jetée, Brugge-Zevenkerken, Cahiers St. André, 1967, toneel.
- Le temps de se retourner, 1973, herinneringen.
- Le paradoxe du traducteur, 1976.